# ローマ字かな変換
ローマ字かな変換（ローマじかなへんかん）とは、コンピュータへの日本語入力において、文章を入力する方式の一つである。読みに対応するローマ字綴りをキーボード等から入力すると、かなに変換されて画面上に表示される。一般的にはインプット メソッド エディタにおいてかな漢字変換の前段階として使用される。一部の漢字直接入力（「風」など）でも利用されている。

## 変換テーブル
おおむね、訓令式・ヘボン式を基本に作成されている。ただし、ヘボン式におけるtcha「っちゃ」などは使えないことが多い（cchaと入力する）。また、ほとんどの場合、mmaはヘボン式の「んま」ではなく「っま」になる（「ほんま」と入力しようとしてhommaと打つと、「ほっま」になる）。
ほとんどのシステムでは、「ん」はnだけでなくnnでも入力できるようにしている。「ん」の次がn, y以外の子音字である場合はn単独で「ん」となるが、「ん」を入力するのに常にnnと打鍵している人も少なくない。
ローマ字綴りでは規定されていない特殊音の入力方法も発達している。「ぁ」「ゅ」「っ」などの小書きする文字を単独で出す場合は、xやlを前置するのが一般的である（例：a→ あ・xa→ ぁ、tsu→ つ・xtsu→ っ）。外来語の表記でよく使われる「ティ・トゥ・デュ・ウォ」などは、一文字ずつ入力するtexi, toxu, dexyu, uxoだけでなくthi, twu, dhu, whoなどでも入力できるようになっているシステムが多いものの、規則性がないうえにシステム間でも統一されていない。「ゐ」「ゑ」「ゎ」「ヵ」「ヶ」は入力できないシステムも一部にあり、入力できてもその方式は統一されていない（wi（whi）, we（whe）が「ゐ」「ゑ」になるものと「うぃ」「うぇ」になるもの、また変換候補中に出てくるものとがある）。
Windows標準のMS-IMEでは、「ゐ」「ゑ」は直入力不能（wiやweと打って「うぃ」「うぇ」を出した後、変換をかけると「ゐ」「ゑ」が候補に出る。「ぃ」「ぇ」の入力が4つあるため）。「ゎ」「ヵ」「ヶ」はxwa（lwa）, xka（lka）, xke（lke）で入力できる。IME 2016では、「ゐ」「ゑ」はwyi, wyeに決まった。

## 特殊な変換テーブル
効率向上のために、標準的なローマ字かな変換テーブルではないものを採用するものもある。
以下の拡張を施した「AZIK」ほか、おなじ発想をDvorakキーボードで実現する「ACT」も存在する。
- 撥音拡張

「かん」「きん」などの「ん」がつく音節を2ストロークで入力するために使い道の少ないキーに-an, -in, -un, -en, -onを割り当てる。
- 二重母音拡張

-ai, -uu, -ei, -ouを1ストロークで入力できるようにする。
- 特殊拡張

「です」「ます」などをds, msで入力できるようにする。
- 互換キー拡張

ホームポジションから手をあまり動かさずに済むように「ー」を:キーに割り当てるなど。
入力例：nghjpkdwo kzkksims（nyuujoukenwo kankinsimasu）→ にゅうじょうけんを かんきんします（一般的な方式より7〜10打少ない）

## かな入力法との比較
ローマ字かな変換法は、かな入力（日本語キーボードに刻印された仮名文字をそのまま打鍵する入力法）と比べて、以下のような長所・短所・指摘がある。

### 長所
- 覚えるべきキーの数はかな入力・英字入力の両者よりも少ないため、キー位置の学習は容易である。また、同時に大部分のアルファベットキー位置を覚えることができる

ただし指運びはローマ字かな変換に特化したものである。
- QWERTY配列を除くほとんどの配列は子音と母音が分離しているため比較的学習が容易である

とくに子音の位置さえ分かれば、その子音を持つ行は簡単に見つけられる。
普及しているQWERTY配列のキーボードではなく、Dvorak配列やローマ字かな変換に特化したキーボード（M式など）では、ほぼホームポジションのみで打鍵が可能である。
- ほとんどのインプットメソッドでは、ローマ字かな変換のルールをカスタマイズすることができる
- 撥音をシフトキー操作なし、または少ない打鍵数で入力出来る場合がある
- 拗音をシフトキー操作なし、または少ない打鍵数で入力出来る場合がある
- かな入力では清音の入力が一打鍵で済むのに対し濁音・半濁音の入力には二打鍵となり打鍵数が変化するが、ローマ字かな変換では清音・濁音・半濁音を同じ打鍵数で入力することができる

JISかな入力においては、「ほ・へ・せ・く・け」の濁音・半濁音を除いてはすべて交互打鍵での二打鍵となる。
親指シフト方式など、一打鍵で撥音・濁音・半濁音などのすべての読みを入力できるかな入力法も存在する。
- かな直接入力不能な日本語非対応のキーボード（101キーボードなど）でも、ローマ字読みを打つことで、間接的にかな文字の入力が可能となる

### 短所
- かな入力法では多くの場合1打鍵に対して1文字入力されるのに対し、ローマ字かな変換では1.5〜3打鍵必要になる場合が多い。総じて打鍵数が増える
- 頻度の低い拗音綴りを含めて学習する場合、覚えるべき手順の数はかな入力と英字入力の両者を合わせた数よりも多いため、打鍵手順からかなを想起するための学習は、必ずしも容易とは言い切れない部分がある
- ローマ字かな変換という名の通り「綴りをかなに変換する」方式であるため、文字入力の初心者向けには「ローマ字かな変換表」を用意しなければならない場合がある
- ローマ字かな変換を効率的に用いるためには拗音綴りを含めたかな変換表全域を覚える必要があり、これを怠ると出現頻度の低い拗音の綴りを思い出せずに入力作業を妨害される恐れがある
- かなローマ字変換には、訓令式とヘボン式が採用されているが、独自に拡張されている部分があり、ローマ字かな漢字変換システム毎に異なる部分がある。特に特殊な拗音においてその傾向が著しい

### その他
主観的な問題として、以下の指摘がなされることがある。
- 入力したい読みを頭の中でローマ字に変換してからタイプする必要があるため思考が中断される、もしくは頭の中の変換プロセスが消えてストレスなくローマ字かな変換ができるようになるまで習熟するにはかなりの練習が必要である
- かな入力では多くの場合1打鍵に対し1文字入力されるのに対し、ローマ字かな変換では打鍵数と入力文字数とが異なることが多いため、入力途中（仮名になる前）で修正しようとする場合何打鍵戻せばよいかが直感的にわからない
- 英文字を入力したい場合にも勝手にかな変換してしまうので、それを修正するのにストレスがある
- アルファベットと共通の配列を使用していると、欧文に慣れてくるにしたがって外来語を原語のつづりのままで入力しがち

例えば「システム」を入力するにはsisutemuと打鍵する必要があり、systemと打鍵して戸惑う、あるいは不便に思えることがある。そのため、原語つづりを認識してカタカナに変換する機能を持ったインプットメソッドも存在する。
- かな入力法の支持者からは「日本語にはかな文字という優れた表音文字があるのに、なぜわざわざ外国の文字を使用しなければならないのか」という批判も存在する

打鍵数が増えるという問題については、登場する頻度の高い文字列（二重母音、母音+ん、ヤ行母音など）を少ない打鍵数で入力できるようにする拡張がいくつか考案されている（キー配列のローマ字規則拡張型と左右分離型を参照）。

## 標準規格
ローマ字かな変換の方式は様々なものが試みられていたが、1980年代末にはどれもほぼ同じようなものになった。
JIS規格として、JIS X 4063:2000 「仮名漢字変換システムのための英字キー入力から仮名への変換方式」が2000年に制定されたが、2010年1月20日には廃止された。
Qwerty鍵盤を用いたローマ字入力（JIS X 4063: 2000）についてはローマ字入力を参照のこと。